# 1960-ih
2. tisućljeće
◄ | 19. stoljeće | 20. stoljeće | 21. stoljeće | ►
◄ | 1930-ih | 1940-ih | 1950-ih | 1960-ih | 1970-ih | 1980-ih | 1990-ih | ►
1960. | 1961. | 1962. | 1963. | 1964. | 1965. | 1966. | 1967. | 1968. | 1969.

## Događaji i trendovi
- Hippie pokret
- Pojavio se roots reggae.
- John F. Kennedy
- Martin Luther King
- Lyndon B. Johnson
- Richard Nixon
- Nikita Hruščov
- Leonid Brežnjev
- Mao Ce-tung
- Kim Il-sung
- Fidel Castro
- Che Guevara
- Charles de Gaulle
- Konrad Adenauer
- Ludwig Erhard
- Josip Broz Tito
- David Ben-Gurion
- Levi Eškol
- Gamal Abdel Naser
- Neil Armstrong
- Jurij Gagarin
- Elvis Presley
- Jimi Hendrix
- Marilyn Monroe
- The Beatles
- The Rolling Stones
- Muhammad Ali
- Bobby Charlton
- Eusébio
- Pelé
- Twiggy moda

## Svjetska politika
- Izgrađen Berlinski zid
- Vijetnamski rat i proturatne demonstracije
- Kubanska kriza
- Praško proljeće
- Rodezijski građanski rat